# Pareado
El pareado o dístico es una estrofa de dos versos que riman entre sí, pudiendo dicha rima ser en consonante o asonante. Estos pareados pueden ser de arte menor o de arte mayor y ambos versos deben tener la misma medida.
Es la más sencilla de las estrofas, por lo cual se usa frecuentemente en el refranero. Raramente se ha usado en la poesía lírica, aunque sí en la poesía didáctica, la narrativa o la epigramática. También abunda en los estribillos.
En la lírica castellana, y especialmente en la lírica galaico-portuguesa, se ha usado una composición basada en pareados con estribillo, llamada cosante.

## Ejemplos
-En octosílabos (arte menor) y rima asonante. Dentro del poema de Federico García Lorca "Lunes, miércoles y viernes", del libro Canciones:
Ante una vidriera rota
coso mi lírica ropa.
-En eneasílabos (arte mayor) y rima consonante. Dentro del poema de  Frase:
Bravo león, mi corazón,
tiene apetitos, no razón.
-En alejandrinos franceses de gusto modernista:
Cada hoja de cada árbol canta un propio cantar
y hay un alma en cada una de las gotas del mar. (Rubén Darío)

## Aleluyas

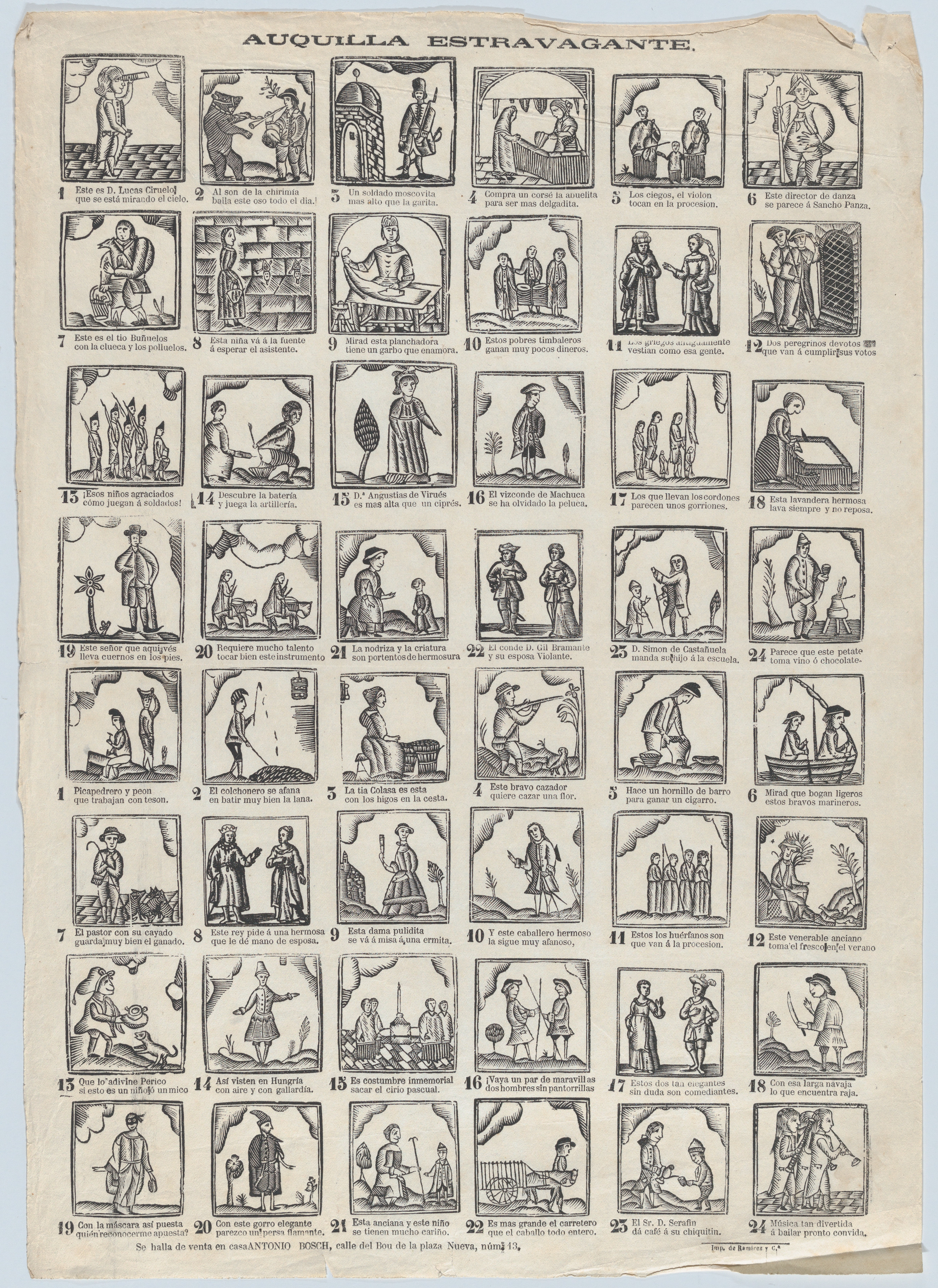
Aleluyas en un ejemplar de una publicación de la segunda mitad del siglo XIX, de la imprenta de Narciso Ramírez, conservado en el Met.

La aleluya es un pareado de versos octosílabos con rima consonante:
La primavera ha venido,
nadie sabe cómo ha sido. (Antonio Machado).